# Elza Pais
Elza Maria Henriques Deus Pais (22 de noviembre de 1958) es una académica especializada en sociología, miembro de la Asamblea de la República de Portugal y ex Secretaria de Estado de Igualdad.

## Formación académica
Elza Maria Henriques Deus Pais nació en Mangualde, en el centro de Portugal, el 22 de noviembre de 1958. Obtuvo la licenciatura y el máster en Sociología y cursó estudios de doctorado en la misma materia. Fue investigadora y profesora en el Centro de Estudos de Sociologia (CES.NOVA) de la Facultad de Ciencias Sociales y Humanas de la Universidad NOVA de Lisboa, que en 2015 pasó a formar parte del Centro Interdisciplinar de Ciências Sociais (CICS.NOVA). También ha sido profesora en la Universidad Católica de Portugal y en el Instituto Superior de Servicio Social de Lisboa. También fue Presidenta del Instituto Portugués de Drogas y Toxicomanías, actualmente Serviço de Intervenção nos Comportamentos Aditivos e nas Dependências (SICAD). Portugal ha tenido un programa muy exitoso de tratamiento de las adicciones, basado en la despenalización del consumo de drogas. En 2007, Pais fue la coordinadora nacional portuguesa del Año Europeo de la Igualdad de Oportunidades para Todos.

## Actividades políticas
Pais es miembro del Partido Socialista Portugués (PS). Fue diputada en la XI Legislatura de la Asamblea de la República en 2009, en representación de VIseu, y fue reelegida en 2011, en 2015 (en representación de Coimbra) y en 2019 (en representación de Leiria). No fue candidata en las  elecciones de 2022. Entre 2009 y 2011 fue Secretaria de Estado de Igualdad en el 18º Gobierno Constitucional. En la Asamblea de la República, Pais fue Presidenta de la Comisión de Ciudadanía e Igualdad de Género, que sustituyó a la Comisión de Igualdad y Derechos de la Mujer. Fue miembro de la Comisión de Asuntos Constitucionales, Derechos, Libertades y Garantías y de la Subcomisión de Igualdad y No Discriminación. Fue coordinadora del Grupo de Trabajo de la Asamblea sobre Procreación Médicamente Asistida. Pais también escribe artículos para los medios de comunicación portugueses, entre ellos Público.

## Publicaciones
- Uma Década pela Igualdade e Contra a Violência de Género (A Decade for Equality and Against Gender Violence). Edições EsgotadasIdioma. ISBN 9789898801241. 2015.[5]
- Homicídio Conjugal em Portugal - Rupturas Violentas da Conjugalidade (Conjugal Homicide in Portugal - Violent Breaks of Conjugality). Imprensa Nacional Casa da Moeda, ISBN 9789722718448. 2010.[6]

## Premios y honores
En 2007, recibió el Premio ArcoÍris de Intervenção Lésbica, Gay, Bissexual, Trans e Intersexo (ILGA-Portugal) por sus esfuerzos en la lucha contra la homofobia y la defensa de los derechos LGBTI.